# ビデオ近畿
株式会社ビデオ近畿（ビデオきんき、英文表記：Video Kinki Co.,Ltd.）とは、京都府京都市上京区に本社を置く、コンテンツ制作用機器の専門商社。『ビデキン』という略称で呼ばれる事もある。

## 概要
創業間もない頃から、2インチVTRや1インチVTR、オープンリール式テープレコーダーなど、数多くの業務用および民生用の映像機器や音響機器を扱ってきたという。元々は、放送局や制作プロダクションなど、法人の利用客が多かったのだが、近年、本格的な映像編集を趣味とする一般消費者も増えてきており、そうした客も多く訪れるようになった。現在、京都府、東京都の1都1府で店舗を営んでいるが、遠方の客でも利用できるよう、商品の通信販売や不要になった機器の出張買取なども行なっている。

## 店舗

### 京都本社
- 〒602-0012 京都府京都市上京区烏丸通上御霊前上る内構町420
- 営業時間 10:30～19:00
- 定休日:日曜・祝日

### 東京ショールーム
- 〒160-0022 東京都新宿区新宿1-4-8 新宿小川ビル 4F
- 営業時間:10:30～19:00
- 定休日:土曜・日曜・祝日